# Szent István Rádió
A Szent István Rádió (SZIR) egy magyarországi regionális, katolikus beállítottságú rádió. Egri központtal, napi 24 órában, regionális közösségi műsorszolgáltatóként működik. Műsoridejében főként közszolgálati és vallási jellegű műsorok hangzanak el, amelyek átfogják a mindennapi élet egészét, a gazdaság, a társadalom és a kultúra minden lényeges kérdéséről szólnak.
Üzemeltetője a Magyar Katolikus Rádió Alapítvány, melyet a Magyar Katolikus Püspöki Konferencia alapított 2005-ben. Nevét Szent István királyról kapta.

## Vételkörzet
A Szent István Rádió 2000. augusztus 20-án kezdte meg sugárzását a miskolci FM 95,1 MHz-es, illetve az egri FM 91,8 MHz-es, összekapcsolt frekvencián Magyar Katolikus Rádió néven. 2002-ben a sátoraljaújhelyi FM 90,6 MHz-es, illetve a hatvani FM 94 MHz-es, majd 2011-ben a tokaji FM 101,8 MHz-es frekvenciákkal egészült ki, mely lehetővé tette másfélmillió hallgató elérését. A Szent István Rádió hamar népszerű lett, és nemzetközi ismertsége lehetővé tette, hogy 2001-től a Keresztény Rádiók Európai Konferenciájának tagjává váljon.[forrás?]